# As-Sanaubar
As-Sanaubar (arab. الصنوبر) – miejscowość w Syrii, w muhafazie Latakia. W 2004 roku liczyła 4194 mieszkańców.